# Октаримба
Октаримбата (octarimba) е музикален перкусионен инструмент от групата на пластинковите инструменти.

## Устройство
Състои се от два реда пластини от палисандрово дърво, настроени в хроматичен ред и подредени от ниски към високи (така както са разположени клавишите на пианото). Пластините имат отвори в двата си края, през които е опънат памучен шнур или корда. Под всяка пластина има разположени два резонатора под формата на тръби от алуминий, които са запушени с тапи на различни места в долния си край.

## Диапазон
Октаримбата има диапазон от 3 октави (c1-c4).

## Палки
Специфичното при палките за октаримба е, че дръжката на всяка палка има формата на вилица и за разлика от всички други палки за ударни инструменти всяка палка има по два накрайника под формата на каучукови топчета.

## Историческо развитие и употреба
Октаримбата е създадена през 1930 г. от американската компания за барабани Лиди (Leedy), като проектът е бил да се създаде пластинков инструмент, който да комбинира тембъра на ксилофона с отзвучаването на маримбата (тоест нещо като ксилофон с продължителен тон).
Джо Грийн реализира първия запис на октаримба през 1938 г. със своите изпълнения на My Toreador и Lady of Madrid за звукозаписната компания Decca.